# Schizonycha rugifrons
Schizonycha rugifrons är en skalbaggsart som beskrevs av Moser 1914. Schizonycha rugifrons ingår i släktet Schizonycha och familjen Melolonthidae. Inga underarter finns listade i Catalogue of Life.